# Alexander Böhlig
Alfred Eberhard Alexander Böhlig (* 2. September 1912 in Dresden; † 25. Januar 1996 in Tübingen) war ein deutscher Orientalist, Koptologe, Byzantinist sowie evangelischer Theologe (Neutestamentler). Von 1954 bis 1963 lehrte er als Professor für Geschichte des christlichen Orients an der Universität Halle, dann bis zur Emeritierung 1979 als Professor für Sprachen und Kulturen des Christlichen Orients an der Universität Tübingen. Er war ein international anerkannter Experte für koptische Bibeltexte, die Gnosis und speziell für den Manichäismus. 

## Leben
Alexander Böhligs Vater war der evangelische Theologe Johannes (Hans) Böhlig, der zunächst als Gymnasialoberlehrer in Dresden, ab 1913 aber als Pfarrer an der St.-Thomas-Kirche in Berlin-Kreuzberg arbeitete. Der Sohn wuchs in Berlin auf und legte dort am Leibniz-Gymnasium das Abitur mit Auszeichnung ab. Er studierte ab 1930 Evangelische Theologie, Ägyptologie, Semitistik und Iranistik an der Friedrich-Wilhelms-Universität zu Berlin. Prägende akademische Lehrer waren Hans Lietzmann (Kirchengeschichte), Kurt Sethe (Ägyptologie), Eugen Mittwoch (Semitistik), Hans Heinrich Schaeder (Iranistik) und vor allem Carl Schmidt (Koptisch, Kirchengeschichte Ägyptens und Gnosisforschung). An der Berliner Philosophischen Fakultät erlangte Böhlig 1934 mit Untersuchungen zu den koptischen Proverbientexten die Doktorwürde.
Anschließend arbeitete er – als Nachfolger des nach Palästina emigrierten Hans Jakob Polotsky – an der Preußischen Akademie der Wissenschaften in Berlin. Zunächst unter Carl Schmidt und nach dessen Tod 1938 in eigener Verantwortung edierte Böhlig die Berliner Mani-Handschriften. Er wurde 1941 zum Kriegsdienst einberufen, im folgenden Jahr aber nach Verwundung und Krankheit wieder entlassen. Bis zum Kriegsende diente er danach in München im Luftschutz und arbeitete parallel als Bibliothekar am Institut für Indogermanische Geistesgeschichte. In München lernte er die Lehramtskandidatin und angehende Byzantinistin Gertrud Ries kennen, die er 1946 heiratete. Im selben Jahr bekam Böhlig eine Assistentenstelle an der Evangelisch-theologischen Fakultät der Universität Münster und wurde dort 1947 mit einer bereits während des Krieges abgefassten Arbeit über Die Bibel bei den Manichäern zum zweiten Mal promoviert, diesmal zum Doktor der Theologie.
Mit der Schrift Die griechischen Lehnwörter im sahidischen und bohairischen Neuen Testament habilitierte er sich 1951 an der Ludwig-Maximilians-Universität München auf dem Gebiet der Philologie des Christlichen Orients. Er wurde Anfang 1952 zum Privatdozenten in München ernannt, habilitierte sich aber im Folgejahr nach Würzburg um. Danach erhielt Alexander Böhlig 1954 einen Ruf an die Universität Halle, wo er als Professor mit Lehrauftrag für Neues Testament und Geschichte des christlichen Orients (später erweitert zu Sprachen und Geschichte des Christlichen Orients) zunächst der Theologischen Fakultät zugeordnet war. Daneben übernahm er einen Lehrauftrag für Sprachen des christlichen Orients (Syrisch und Äthiopisch) an der Universität Leipzig. 1959 wurde in der Philosophischen Fakultät der Universität Halle ein Institut für Byzantinistik eingerichtet, zu dessen Leiter Böhlig als ordentlicher Professor berufen wurde. Der damalige Leiter des Koptischen Museums in Kairo, Pahor Labib, war ein Studienfreund Böhligs und lud diesen als einen von wenigen Wissenschaftlern weltweit ein, die 1945 entdeckten Nag-Hammadi-Schriften zu untersuchen und zu publizieren. Hierzu reiste er von 1959 bis 1963 jedes Jahr für einige Wochen nach Kairo.
Nach dem Bau der Berliner Mauer kehrte Böhlig 1963 von seiner Ägyptenreise nicht mehr in die DDR zurück, sondern übersiedelte mit seiner Frau in die Bundesrepublik. Ihren gesamten Haushalt und ihre Privatbibliothek ließen sie in Halle zurück. Durch den Einsatz von Hellmut Brunner und Rudi Paret bekam er an der Eberhard Karls Universität Tübingen zunächst eine Stelle als Wissenschaftlicher Rat am Ägyptologischen Institut. Er gründete 1969 eine Abteilung für Sprachen und Kulturen des Christlichen Orients im Orientalischen Seminar und war ab 1973 Akademischer Rat und Professor. Nach seiner offiziellen Emeritierung 1979 vertrat er den Lehrstuhl noch, bis 1980 Stephen Gerö als Nachfolger berufen wurde. Darüber hinaus setzte Böhlig die Forschungs- und Publikationsarbeit bis zu seinem Tode fort. Nach der Wende in der DDR nahm er wieder Verbindung zu seiner alten Wirkungsstelle in Halle auf. Er verzichtete auf die Rückgabe seiner 1963 enteigneten Bibliothek und vermachte sie dem hallischen Seminar Christlicher Orient und Byzanz.

## Gertrud-und-Alexander-Böhlig-Stiftung
Die Gertrud-und-Alexander-Böhlig-Stiftung innerhalb des Stifterverbands für die Deutsche Wissenschaft fördert die Fächer Byzantinistik und Christlichen Orient. Die Stiftung verleiht alle zwei Jahre einen Nachwuchs-Förderpreis an junge Wissenschaftler, die auf dem Gebiet christlich-orientalischen Philologien oder auf dem der Byzantinistik arbeiten.
Jährlich findet zu seinen Ehren die Alexander-Böhlig-Gedächtnisvorlesung in Halle statt. Die Vortragenden kommen von Universitäten aus Deutschland und dem Ausland.

## Werke (Auswahl)
- Untersuchungen über die koptischen Proverbientexte. Kohlhammer, Stuttgart 1936 (= Dissertation Universität Berlin),
- Die Bibel bei den Manichäern. Dissertation Universität Münster 1947.
- Ägypten und Byzanz bis zur arabischen Zeit. Lerche, München 1953.
- Probleme des manichäischen Lehrvortrages. Lerche, München 1953.
- Die griechischen Lehnwörter im sahidischen und bohairischen Neuen Testament (= Studien zur Erforschung des christlichen Ägyptens, Bd. 2). Lerche, München 1954.
- Ein Lexikon der griechischen Wörter im Koptischen. Die griechisch-lateinischen Lehnwörter in den koptischen manichäischen Texten. Lerche, München 1954.
- Der achmimische Proverbientext nach Ms. Berol. orient. oct 987. Lerche, München 1958.
- (zusammen mit Pahor Labib, Bearbeitung): Die koptisch-gnostische Schrift ohne Titel aus Codex II von Nag Hammadi im Koptischen Museum zu Alt-Kairo. Akademie-Verlag, Berlin 1962.
- (zusammen mit Pahor Labib, Bearbeitung): Koptisch-gnostische Apokalypsen aus Codex V von Nag Hammadi im Koptischen Museum zu Alt-Kairo. Martin-Luther-Universität, Halle-Wittenberg 1963.
- Mysterion und Wahrheit. Gesammelte Beiträge zur spätantiken Religionsgeschichte (= Arbeiten zur Geschichte des späteren Judentums und des Urchristentums. Band 6). Brill, Leiden 1967.
- (als Hrsg.): Das Ägypterevangelium von Nag Hammadi. Harrassowitz, Wiesbaden 1974, ISBN 3-447-01626-4.
- (zusammen mit Frederik Wisse): Zum Hellenismus in den Schriften von Nag Hammadi. Harrassowitz, Wiesbaden 1975, ISBN 3-447-01694-9.
- (zusammen mit Frederik Wisse und Pahor Labib, Bearbeitung): Nag Hammadi Codices III, 2 and IV,2. The Gospel of the Egyptians; the Holy Book of the Great Invisible Spirit. Brill, Leiden 1975, ISBN 90-04-04226-1.
- (Bearb.): Der Manichäismus (Band 3: Die Gnosis). Artemis-Verlag, Zürich 1980, ISBN 3-7608-3656-9.
- Gnosis und Synkretismus. Gesammelte Aufsätze zur spätantiken Religionsgeschichte (= Wissenschaftliche Untersuchungen zum Neuen Testament. Band 47 und 48). Mohr, Tübingen 1989, ISBN 3-16-145299-2 und ISBN 3-16-145454-5.
- (zusammen mit Christoph Markschies): Gnosis und Manichäismus. Forschungen und Studien zu Texten von Valentin und Mani sowie zu den Bibliotheken von Nag Hammadi und Medinet Madi. De Gruyter, Berlin 1994, ISBN 3-11-014294-5.
- Die Bibel bei den Manichäern und verwandte Studien (= Nag Hammadi and Manichaean Studies. Band 80). Herausgegeben von Peter Nagel, Siegfried G. Richter. Brill, Leiden / Boston 2013, ISBN 978-90-04-23334-8.